# Chruściel (gromada)
Płoskinia – dawna gromada, czyli najmniejsza jednostka podziału terytorialnego Polskiej Rzeczypospolitej Ludowej w latach 1954–1972.
Gromady, z gromadzkimi radami narodowymi (GRN) jako organami władzy najniższego stopnia na wsi, funkcjonowały od reformy reorganizującej administrację wiejską przeprowadzonej jesienią 1954 do momentu ich zniesienia z dniem 1 stycznia 1973, tym samym wypierając organizację gminną w latach 1954–1972.
Gromadę Chruściel z siedzibą GRN w Chruścielu utworzono – jako jedną z 8759 gromad na obszarze Polski – w powiecie braniewskim w woj. olsztyńskim na mocy uchwały nr 11 WRN w Olsztynie z dnia 4 października 1954. W skład jednostki wszedł obszar dotychczasowej gromady Chruściel oraz miejscowości Wierzno Wielkie, Biskupie, Lisek i Pierławki z dotychczasowej gromady Wierzno Wielkie ze zniesionej gminy Chruściel, a także miejscowość Wierzno Małe z dotychczasowej gromady Jędrychowo ze zniesionej gminy Frombork, w tymże powiecie. Dla gromady ustalono 12 członków gromadzkiej rady narodowej.
31 grudnia 1961 do gromady Chruściel włączono obszar zniesionej gromady Błudowo w tymże powiecie.
Gromada przetrwała do końca 1972 roku, czyli do kolejnej reformy gminnej.